# マイナーアレル頻度
マイナーアレル頻度（マイナーアレルひんど、Minor allele frequency, MAF）は、ある集団において2番目に多いアレルが出現する頻度のことである。「シングルトン」と呼ばれるサンプル中に1回のみ出現する MAF 変異体が膨大な量の選択を促すため、MAF は遺伝率において驚くべき役割を果たしている。
国際 HapMap 計画では、マイナーアレル頻度が 0.05 (5%) 以上の一塩基多型（SNP）を対象とした。
MAF は、集団内の一般的な変異と希少な変異を区別するための情報を提供するため、集団遺伝学の研究で広く使用されている。例として、2015年に行われた研究では、 サルデーニャ人 2,120人の全ゲノムの配列を決定した。著者らは、この研究で見つかった変異を、そのMAF に応じて 3つのクラスに分類した。この集団では、まれな変異体（MAF < 0.05）が、一般的な変異体（MAF > 0.05）よりもコーディング領域に頻繁に現れることが観察された。

## MAFデータの解釈
目的の SNP（例：rs429358）を、データベース（dbSNP など）で参照する方法を紹介する。
MAF/MinorAlleleCount のリンクを探す。
MAF/MinorAlleleCount: C = 0.1506/754（1000ゲノム）
ここで、C は対象とする遺伝子座のマイナーアリル、0.1506 は C アリルの頻度（MAF）、754 はこの SNP が研究対象の集団で観察された回数を示す。